# 바루 베나세라프
바루 베나세라프(영어: Baruj Benacerraf, 1920년 10월 29일 ~ 2011년 8월 2일)는 베네수엘라 출신의 미국의 병리학자이다. 1980년에 면역 반응을 조절하는 세포 표면의 유전적 구조체를 발견한 공로로 장 도세, 조지 데이비스 스넬과 함께 노벨 생리학·의학상을 수상했다.

## 수상 경력
- 1980년 : 노벨 생리학·의학상
- 1990년 : 미국 국가 과학상